# Исландский гребешок
Исландский гребешок (лат. Chlamys islandica) — вид двустворчатых моллюсков.

## Описание
Максимальная высота раковины моллюска достигает 150 мм, наибольший вес — около 600 г. Чаще всего встречаются гребешки размером от 80 до 100 мм и весом от 80 до 120 г. К промысловым моллюскам относятся особи размер 80 мм и более. Питается, фильтруя из толщи воды планктонные водоросли и взвешенное органическое вещество (детрит). Может плавать на небольшие расстояния (до 5 м).
Раздельнополый
Форма раковины самок и самцов не отличается. Соотношение полов близко 1:1. Самки отличаются от самцов цветом гонады: у самок она оранжевого цвета, у самцов — белого. Плодовитость изменяется от 0,5 до 5 млн икринок. Нерест растянутый, проходит с конца мая до конца июля. Личинка живет в толще воды в течение 2 месяцев. Наиболее предпочитаемым субстратом для оседания являются гидроиды. При их отсутствии может оседать на раковины моллюсков или камни. Исландский гребешок становится половозрелым в возрасте 5-7 лет при высоте раковины 7-8 см. Продолжительность жизни достигает 30 лет.

## Распространение
Широко распространен в Арктике и бореальных водах Северной Атлантики. У берегов России встречается в Баренцевом и Белом морях на глубинах от 5 до 100 м на ракушечных и песчаных грунтах. Илистых грунтов избегает. Локальные плотные скопления может образовывать практически на всех глубинах, где обитает. Общая площадь обитания гребешка в Баренцевом море превышает 40 тыс. кв. км, общий запас — 1 млн т.

## Промысел
Наибольшее промысловое значение имеют скопления, расположенные в юго-восточной части Баренцева моря вблизи мыса Святой Нос. Их площадь составляет около 2 тыс. кв. км, а промысловый запас — около 400 тыс. т.
Объект промысла. Добывается у берегов Канады, Исландии, Норвегии и России. Промысел ведется специализированными судами с помощью драг, у берегов — водолазами. Основной продукт переработки — филе мускула-замыкателя. Российскими промысловиками добыча ведется с 1989 г. Годовой объем добычи изменялся от 3 до 12 тыс. т.